# Гаоцяо
ГЕС Гаоцяо (高桥水电站) — гідроелектростанція на півдні Китаю у провінції Юньнань. Знаходячись перед ГЕС Bǎixiānglín, становить верхній ступінь складу каскаду на річці Hengjiang, правій притоці Дзиньші (верхня течія Янцзи).
У межах проекту річку перекрили бетонною гравітаційною греблею висотою 29 метрів та довжиною 71 метр, яка утримує невелике водосховище з об'ємом 2,8 млн м3 та припустимим коливанням рівня поверхні у операційному режимі між позначками 1810 та 1814 метрів НРМ. Зі сховища під лівобережним масивом прокладено дериваційний тунель довжиною 8,9 км, який подає ресурс до машинного залу. Основне обладнання станції становлять три турбіни типу Пелтон потужністю по 30 МВт.